# 劉碧儀
劉碧儀（英語：Frances Lau Pik Yi，1964年3月7日—），香港前女演員，1985年度香港小姐「最上鏡小姐」得主。

## 簡歷
劉碧儀於1985年21歲時報名參加由無綫電視主辦的《香港小姐競選》，參賽時的職業是一名秘書，在準決賽當晚奪得「最上鏡小姐」並晉身決賽前十五名內，同年11月簽了三年藝員合約 ，86年TVB監製蕭笙開拍古裝武俠劇《神劍魔刀》，起用七位新人歐瑞偉、區偉麟、吳茜薇、劉碧儀、王敏明、蔡嘉利及張美智演出，冠名為「銀河七星」予以力捧，八十年代尾已退出演藝圈。後嫁予給牙科醫生譚秉廉先生，他是女藝人黃敏儀夫婿譚秉文之弟。

## 電視演出

### 無綫電視
- 1986年 《神劍魔刀》 飾　沈碧
- 1986年 《倚天屠龍記》 飾　朱九真
- 1987年 《大班密令之天國兒女》
- 1987年 《錯愛》 飾　嚴若秋
- 1987年 《生命之旅》
- 1988年 《城市故事》 飾　Ada
- 1988年 《勇闖毒龍潭》（電視電影）
- 1988年 《七情十三篇之着迷》
- 1988年 《留住明天》 飾　張美琪
- 1989年 《無冕急先鋒》飾　區蔓菁

### 廉政公署
- 1989年 《廉政先鋒：代罪》飾 Amy